# Heterophleps quadrinotata
Heterophleps quadrinotata là một loài bướm đêm trong họ Geometridae.